# Thủy điện Srêpốk 4A
Thủy điện Srêpốk 4A là công trình thủy điện xây dựng trên dòng Srêpốk tại vùng đất các xã Krông Na, Ea Huar, Ea Wer huyện Buôn Đôn tỉnh Đắk Lắk, Việt Nam .
Thủy điện Srêpốk 4A có công suất 64 MW với 2 tổ máy, khởi công tháng 10/2010 hoàn thành tháng 1/2014. Nguồn nước thủy điện này lấy từ cửa xả của thủy điện Srêpốk 4 thông qua tuyến kênh dẫn dòng dài khoảng 10 km , và là nguyên nhân làm khô kiệt đoạn sông dài khoảng 20 km gắn với Khu du lịch sinh thái Bản Đôn .

## Tác động môi trường
Thủy điện Srêpốk 4A cùng với thủy điện Srêpốk 4 được nhắc nhiều trong tác động xấu đến môi trường. Dòng sông Srêpốk được biết đến với hệ sinh thái phong phú, đa dạng, cảnh quan hùng vỹ, thu hút khách du lịch, là nơi cung cấp sinh kế cho nhiều cộng đồng bản địa. Song hiện nay, con sông huyền thoại này đang bị bức tử do tác động của các công trình thủy điện .
Chiều ngày 29/09/2013 kênh dẫn nước từ Srêpốk 4 đến Srêpốk 4A bị vỡ ở đoạn qua Thôn 1, xã Ea Huar, do sự cố thi công tuyến kênh và cửa xả tràn ở cuối kênh. Sự cố làm ngập một số nhà dân trong 2 giờ và gây thiệt hại hoa màu .